# Stary cmentarz żydowski w Żarach
Stary cmentarz żydowski w Żarach – założony w XVIII wieku, znajdujący się przy ul. Inwalidów w Żarach w pobliżu domu dla głuchoniemych dzieci. Zachowało się około czternastu nagrobków. Na terenie nekropolii znajduje się pomnik żołnierzy Armii Czerwonej.